# Xylotrechus uniannulatus
Xylotrechus uniannulatus là một loài bọ cánh cứng trong họ Cerambycidae.